# Campeonato Alemán de Fútbol 1949
El Campeonato Alemán de Fútbol 1949 fue la 39.ª edición de la máxima competición futbolística de Alemania Federal.

## Fase final

### 1º turno preliminar
| St. Pauli | 4 – 1 | Rot-Weiss Essen |

### 2º turno preliminar
| St. Pauli | 2 – 0 | Bayern Múnich |

Un primer partido fue jugado el 5 de mayo de 1949, y terminó 1-1 después del tiempo suplementario.

### Cuartos de final
| Berliner SV 1892 | 0 – 5 | Borussia Dortmund |

| Kaiserslautern | 4 – 1 | St. Pauli |

| Kickers Offenbach | 2 – 0 | Wormatia Worms |

| VfR Mannheim | 5 – 0 | Hamburgo |

Un primer partido entre Kaiserslautern y St. Pauli fue jugado el 12 de mayo de 1949, y terminó 1-1 después del tiempo suplementario; un primer partido entre Kickers Offenbach y Wormatia Worms fue jugado el 12 de mayo de 1949, y terminó 2-2 después del tiempo suplementario.

### Semifinales
| Borussia Dortmund | 4 – 1 | Kaiserslautern |

| VfR Mannheim | 2 – 1 | Kickers Offenbach |

Un primer partido entre Borussia Dortmund y Kaiserslautern fue jugado el 26 de junio de 1949, y terminó 0-0 después del tiempo suplementario.

### Final
| VfR Mannheim | 3 – 2 t.s. | Borussia Dortmund |

|                                |
| Campeón VfR Mannheim 1° título |